# Del Campillo
Del Campillo är en ort i Argentina.   Den ligger i provinsen Córdoba, i den centrala delen av landet, 600 km väster om huvudstaden Buenos Aires. Del Campillo ligger 228 meter över havet och antalet invånare är 3 155.
Terrängen runt Del Campillo är mycket platt. Runt Del Campillo är det mycket glesbefolkat, med 2 invånare per kvadratkilometer..
Trakten runt Del Campillo består till största delen av jordbruksmark.